# Robert Van Biesebroeck

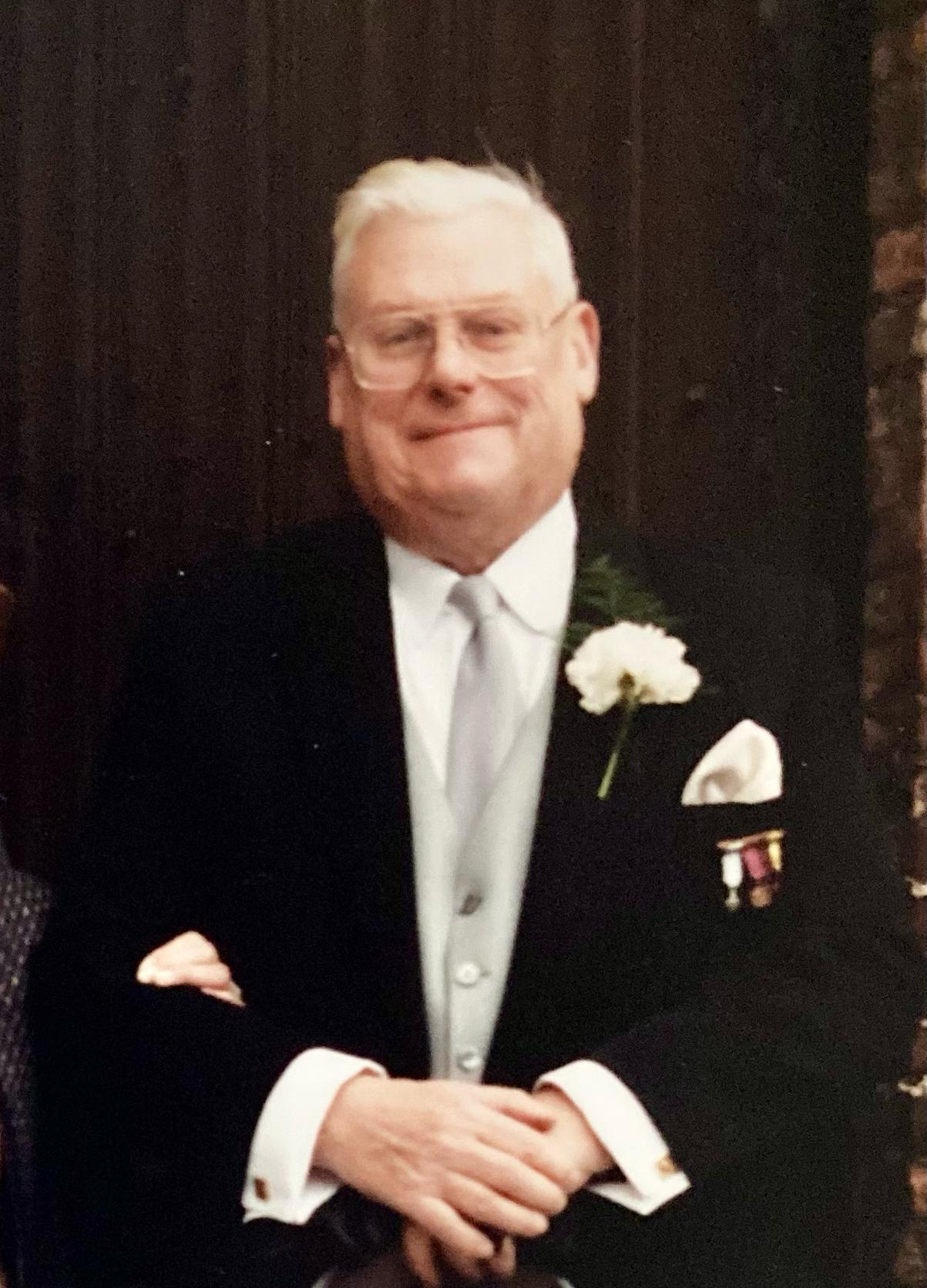
Robert Van Biesebroeck

Robert Van Biesebroeck (Brugge, 21 oktober 1923 - Rome, 26 mei 2001) was een Belgisch advocaat, pleitbezorger, bibliofiel en erudiet kunstkenner. Hij was een actief strijder voor de bescherming van het bouwkundig erfgoed in de historische stad Brugge.

## Levensloop
Van Biesebroeck was een kleinzoon van Elisabeth Van Acker (1856-1945), getrouwd met Eugène Van Biesebroeck. Zij was een van de tien kinderen van Leonard Van Acker en was de zus van Flori Van Acker (1858-1940), kunstschilder en directeur van de Brugse kunstacademie. Robert was de zoon van Alphonse Van Biesebroeck (1888-1969), boekhouder in de Nederlandsche Gist- en Spiritusfabriek, en van Marguerite Taveirne. Hij trouwde met Denise Van Caenegem (Brussel, 8 mei 1927 - Brugge, 3 februari 2019) en ze hadden een zoon en een dochter.
In 1941 voltooide hij de retorica aan het Sint-Lodewijkscollege en vervolgde met studies rechten aan de Rijksuniversiteit Gent. In de oorlogstijd bracht hij stormachtige jaren door aan de universiteit. Enerzijds genoot hij ten volle van het studentenleven, anderzijds nam hij deel aan verzetsactiviteiten. Hij werd opgepakt en bracht enkele weken door in de Brugse gevangenis. Toen men hem, bij gebrek aan bewijzen, vrijliet, achtte hij het veiliger onder te duiken en bleef dit tot aan de Bevrijding. Hij sloot toen als vrijwilliger aan bij het Amerikaanse leger. Na de oorlog werd hij erkend als politiek gevangene en lid van het Verzet.
Na die episode hernam hij de studies en promoveerde in 1948 tot doctor in de rechten, terwijl hij ook een kandidatuur in geschiedenis behaalde. Hij schreef zich in bij de balie van Brugge en bleef advocaat tot in 1955. Zijn redenaarstalent maakte dat hij als assisenpleiter werd opgemerkt. Hij nam niettemin ontslag om pleitbezorger te worden. Hij was een van de laatsten om in dit ambt benoemd te worden, dat ingevolge de gerechtelijke hervorming op 1 januari 1969 werd afgeschaft. Van 1969 tot 1995 was hij opnieuw advocaat.
Tijdens een eerste verblijf in Sicilië in de jaren vijftig, die gevolgd werd door andere, nam hij deel aan archeologische opgravingen en had hij ook contacten met Danilo Dolci (1924-1997), bekend als de Italiaanse Gandhi. 
Bekommerd om hetgeen omging in de historische stad Brugge en ontevreden over het gebrek aan zorg voor het bouwkundig erfgoed, deed hij een poging om aan het bestuur van de stad te kunnen deelnemen. In 1964 stond hij op de derde plaats van de liberale lijst. Die lijst behaalde echter slechts een enkele zetel. Bij volgende gemeenteraadsverkiezingen (1970, 1976, 1982) stond hij als lijstduwer op de liberale lijst, zonder verkozen te geraken.
Hij nam deel aan het Brugse verenigingsleven: lid van de Round Table Club (voorzitter in 1962-1963), de Rotary Club Brugge (voorzitter in 1980-1981) en schutter bij de handbooggilde van Sint-Sebastiaan. Hij was ook actief in de vereniging van Belgische bibliofielen.
In 1965 nam hij deel aan de stichting van de vzw Marcus Gerards, opgericht met precieze doelstellingen voor het behoud en de herwaardering van het bouwkundig erfgoed in Brugge. Gedurende een aantal jaren was hij voorzitter van de vereniging. In 1977 werd hij lid van de stedelijke adviesraad voor Stedenschoon en was er gedurende jaren actief.
Van Biesebroeck was een erudiet en belezen man, die op virtuoze wijze verschillende talen sprak en ruime belangstellingen vertoonde. Zo reisde hij met een koopvaardijschip mee naar Latijns-Amerika of trok hij naar Caïro om er zijn lievelingszangeres Oum Kalsum (1898-1975) te gaan beluisteren. Hij had ook jaren een klein jacht waarmee hij de Nederlandse wateren doorkruiste, tot in Den Helder en Delfzijl.
Hij was vooral een kenner van oude drukken en meer algemeen van antiek. Hij legde verschillende verzamelingen aan: historische uitgaven (hij bezat heel wat vroege Statenbijbels) - aardewerk van Saint-Omer -, munten - hangklokken en staande klokken. Hij was een graag geziene aanwezige op veilingen en had heel wat antiekhandelaars onder zijn vrienden en kennissen. Hij bezat ook een verzameling schilderijen van de Brugse Nederlander Jacob Le Mair (1905-1990), met wie hij bevriend was.
In 2001 had hij de bedoeling om met zijn echtgenote hun gouden huwelijksjubileum te vieren op het eiland Sicilië, dat hij als zijn tweede vaderland beschouwde, meer bepaald in Taormina. In transit op de luchthaven van Fiumicino, werd hij door een onverbiddelijke hartstilstand getroffen.